# Villa miseria
Denomina-se villas miseria às favelas formadas por casas precárias encontradas na Argentina, Uruguai, México e Peru.

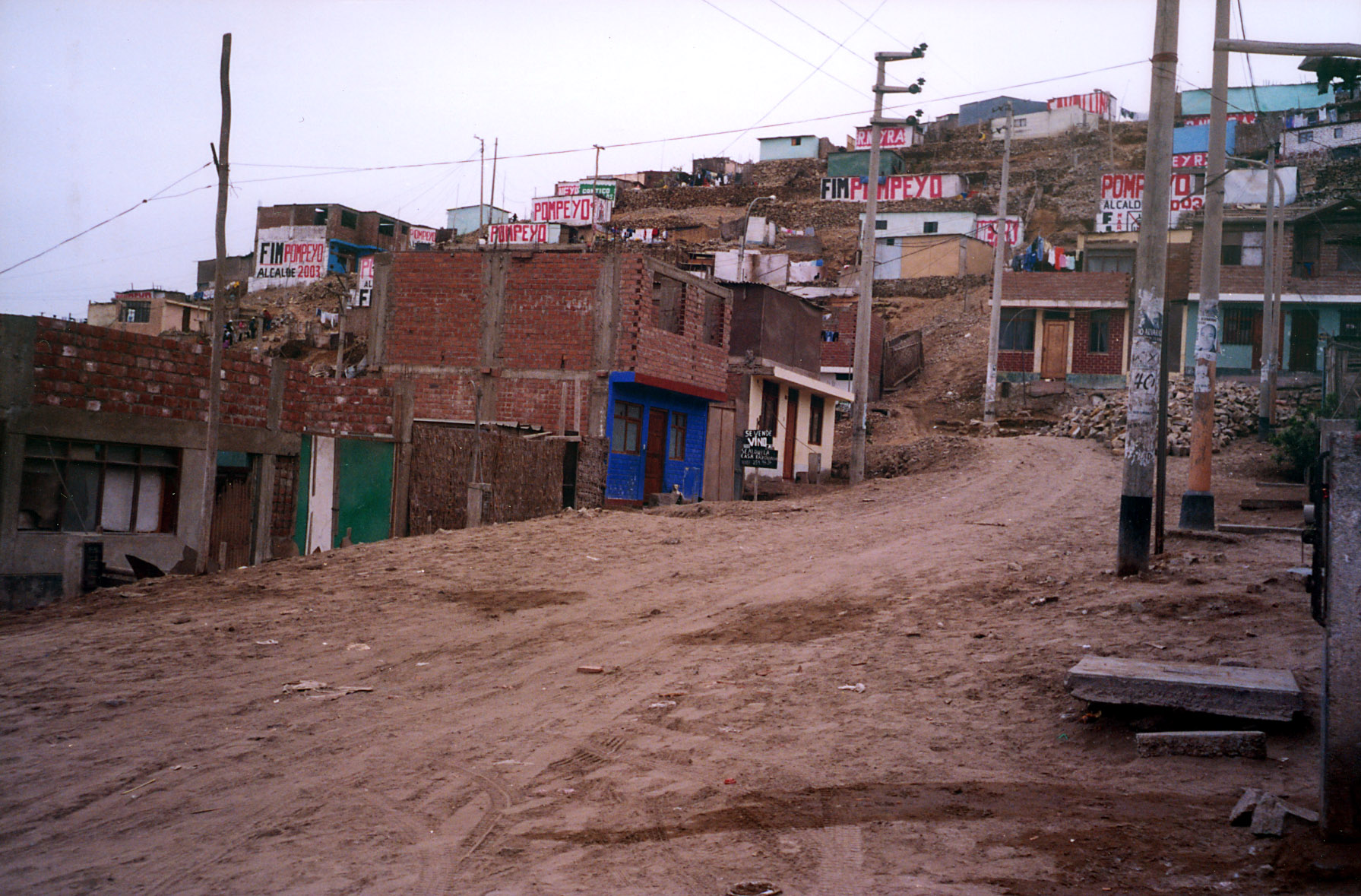
Pueblo Joven em San Juan de Lurigancho, a nordeste de Lima.

O nome se originou do romance de Bernardo Verbitsky, Villa Miseria también es América (1957), onde se descrevem as condições dos migrantes internos durante a Década Infame. na área de Buenos Aires, a maioria deles com abundância de imigrantes do Peru, Bolívia e Paraguai. Ultimamente organizaram "tours" pagos de visitantes estrangeiros atraídos pelo fenómeno.
Seu equivalente peruano são povos jovens (pueblo joven em espanhol), grandes favelas que cercam Lima e outras cidades do Peru. Muitas dessas cidades se desenvolveram em distritos importantes de Lima, como Villa El Salvador e Comas. O crescimento dos pueblos jóvenes foi causado pelas grandes ondas de migração das áreas rurais circundantes ou de todo o país. Este último é o caso na capital peruana. Em 1961, havia 139 pueblos jóvenes (favelas), com uma população de 316,829 habitantes e uma taxa de crescimento anual de 9,84%. Em 1970, a quantidade de pueblos jóvenes aumentou para 273, com uma população de 761,755 habitantes, hoje, Lima tem 2.000 pueblos jóvenes (favelas) e vivem cerca de 2.623.000 habitantes, cerca de 31% da população metropolitana. São compostas de barracos mal construídos que geralmente não têm água corrente, e outros serviços básicos. Na aparência e cultura, eles são semelhantes às favelas do Brasil. O crime é galopante.
A maior villa miseria do mundo está localizada na Cidade do México.
No Uruguai são chamados de cantegril. O nome é uma ironia, pois Cantegril é um dos bairros mais caros do balneário internacional de Punta del Este.
De acordo com os dados de 2007, 6% do total da população do Uruguai (174.393 pessoas) vivia em cantegriles.